# Джони Китарата
„Джони Китарата“ (на английски: Johnny Guitar) е американски уестърн от 1954 година на режисьора Никълъс Рей. Главните роли се изпълняват от Джоан Крофорд и Стърлинг Хейдън.

## Сюжет
Виена е собственичка на кръчма, високо ценена от железничарите. Ема Смол е облечената в черно неомъжена дъщеря на крупен земевладелец, влюбена в Дансинг Кид, който от своя страна е влюбен във Виена, която е имала друг мъж в миналото си - Джони Китарата. Подлудена от изгарящото си желание, Ема наема банда апаши да подпалят кръчмата на Виена и да обесят Кид, но Виена се оказва доста издръжлива. В края на филма има престрелка между двете, нещо необичайно, което предизвиква критиците да обявят филма за феминистки. Също така той е смятан за анти-Маккарти алегория срещу бандитската и строго спазващите принципите.

## В ролите
| Актьор               | Роля           |
| -------------------- | -------------- |
| Джоан Крофорд        | Виена          |
| Стърлинг Хейдън      | Джони Китарата |
| Мерседес Маккембридж | Ема Смол       |
| Скот Брейди          | Дансинг Кид    |
| Уорд Бонд            | Джон МакАйвърс |
| Бен Купър            | Търки Ролстън  |
| Ърнест Боргнайн      | Барт Лонерган  |
| Джон Карадайн        | Стария Том     |
| Роял Дейно           | Кори           |
| Франк Фергюсън       | Шериф Уилямс   |